# 瓜納卡斯特國家公園

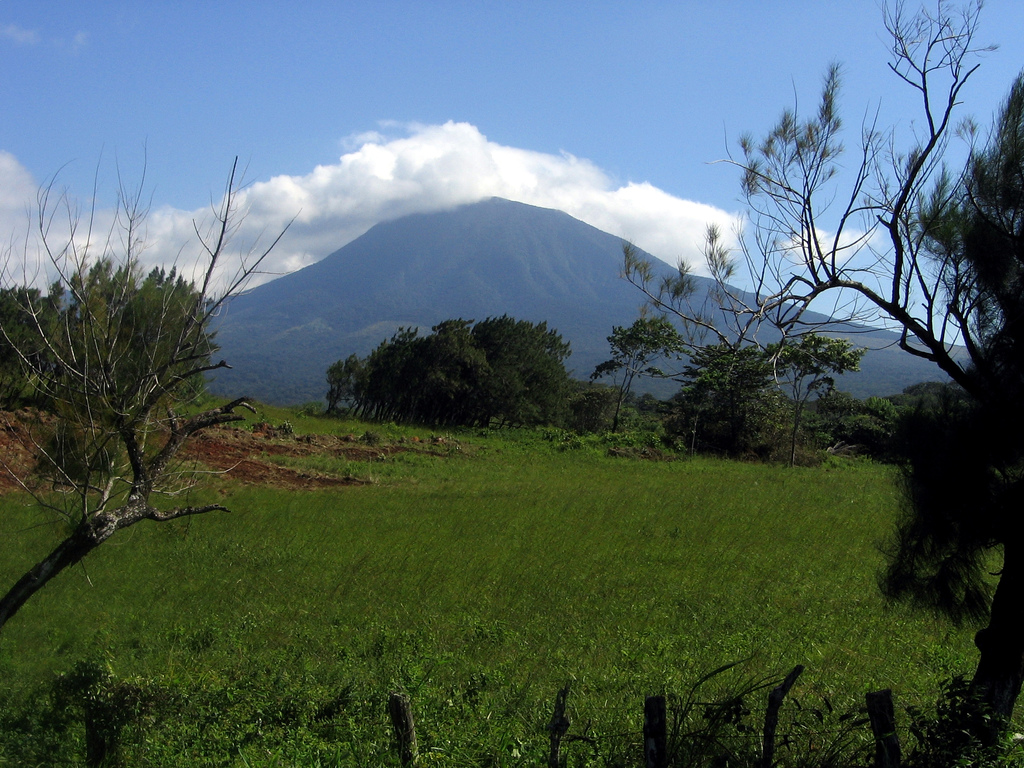

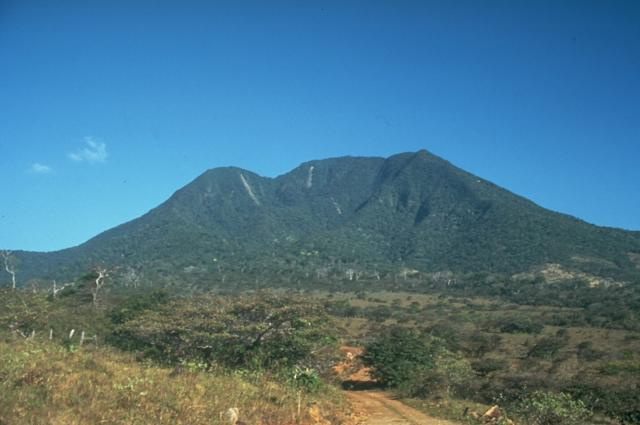

瓜納卡斯特國家公園是哥斯達黎加的國家公園，位於該國西北部，由瓜納卡斯特省負責管轄，面積340平方公里，成立於1991年7月9日，該地區有140種哺乳類動物棲息。